# Équipe cycliste CCC Development

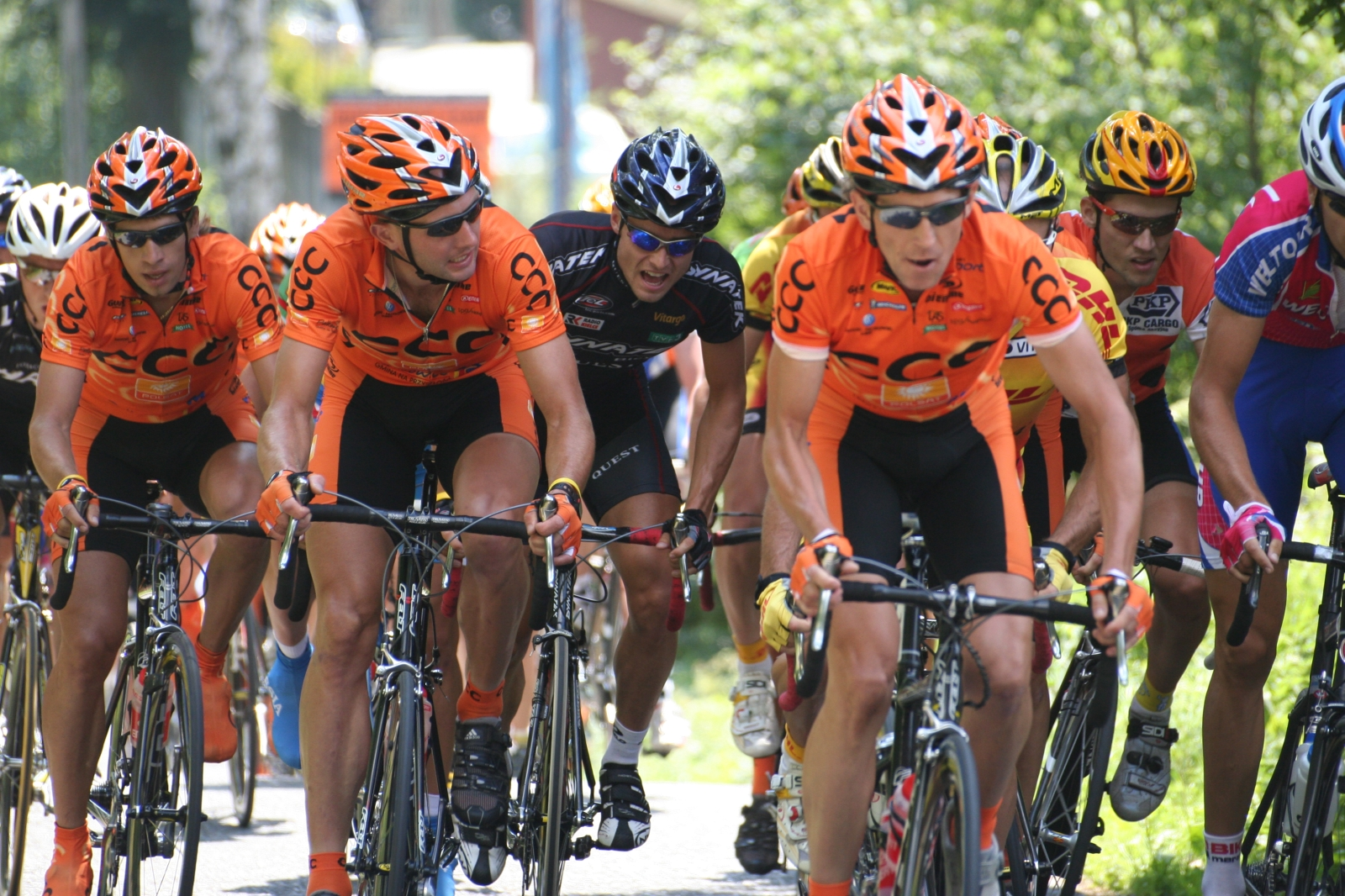
Coureurs de l'équipe CCC

Ne doit pas être confondu avec Équipe cycliste CCC ou Équipe cycliste CCC-Liv.
L'équipe cycliste CCC Development (officiellement CCC Development Team) est une formation polonaise de cyclisme professionnel sur route, active entre 2000 et 2020. Elle a le statut d'équipe continentale professionnelle de 2010 à 2018 (sauf en 2012, où elle redescend au niveau continental) et une licence d'équipe continentale en 2019 et 2020. Elle dispute principalement des épreuves de l'UCI Europe Tour et sert d'équipe de développement pendant les saisons 2019 et 2020 à la formation World Tour CCC Team. En 2021, l'équipe n'est pas inscrite en raison d'un manque de financement.

## Histoire de l'équipe
L'équipe est fondée en 2000. Elle a notamment compté dans ses rangs Pavel Tonkov, ancien vainqueur du Tour d'Italie.
En 2010, elle rejoint la catégorie Continental Pro, avec l'objectif de participer au Tour de Pologne, jusque-là inaccessible pour les équipes continentales. Elle n'obtient finalement pas le label wild card, qui est attribué pour une année par la commission des licences de l'UCI, sur demande de l'équipe et en fonction de plusieurs critères.
Menacée de disparaître à la fin de l'année 2011 après le retrait de son sponsor Polsat, elle survit finalement grâce à son sponsor secondaire, la mairie de Polkowice, qui maintient son engagement et devient sponsor principal. L’équipe se nomme donc CCC Polkowice à partir de 2012 tout en évoluant à l'échelon inférieur, en continental. En février, Polsat redevient sponsor principal, l'équipe redevient donc CCC Polsat Polkowice. En 2013, CCC Polsat Pokowice retrouve l'échelon continental professionnel. 
En 2019, CCC récupère la licence World Tour de l'équipe BMC Racing. Elle continue à sponsoriser l'équipe CCC Sprandi Polkowice, mais celle-ci descend au niveau d'équipe continentale (troisième division) et devient la réserve de l'équipe World Tour qui est renommée CCC Team. La structure remporte huit courses en 2020, dont sept avec Stanislaw Aniolkowski.
En 2021, l'équipe World Tour CCC Team disparaît des pelotons, tandis que l'équipe CCC Development suspend son activité, faute de financement.

## Dopage
En mai 2001, les tests sanguins effectués avant la première étape de la Course de la Paix révèlent que trois coureurs de l'équipe ont un niveau d'hématocrite supérieur au taux maximal autorisé de 50%. Il s'agit de Piotr Przydzial, Ondrej Sosenka et Marcin Gebk. Les coureurs sont exclus de la course et sont suspendus pendant deux semaines.
L'année suivante, en 2002, Piotr Przydział gagne le général de la Course de la Paix. Lors de la quatrième étape de la course, il s'impose devant son coéquipier Ondrej Sosenka, après que les deux hommes aient attaqué à 114 km de l'arrivée, rattrapant et lâchant les échappées et terminant avec un avantage de près de trois minutes sur le troisième de l'étape. Przydzial et Sosenka ont également terminé aux deux premières places lors du dernier contre-la-montre et au classement final. Cependant, le résultat du contrôle de Przydzial après cette quatrième étape ressort non-négatif à l'EPO. L'échantillon B étant également positif, il est privé de la victoire et des points UCI, et Sosenka récupère la victoire finale. Il est suspendu  huit mois par la fédération cycliste polonaise.
En juin 2007, Mariusz Olesek est contrôlé positif lors du Mainfranken Tour et suspendu deux ans,.
En août 2012, Sylwester Janiszewski remporte le Mémorial Henryk Łasak. Il est par la suite déclassé après un contrôle positif à l'androstènedione et perd la victoire obtenue sur cette course. Par contre, il conserve sa victoire obtenue le lendemain sur la Coupe des Carpates.
En mai 2013, Marek Rutkiewicz est contrôlé positif à la noréphédrine lors de la dernière étape du Bałtyk-Karkonosze Tour et il est provisoirement suspendu par son équipe le 21 juin. Il est à nouveau autorisé à courir à partir d'août, la Commission disciplinaire de la Fédération polonaise ayant estimé que les circonstances permettant d'assouplir la suspension prévue de deux ans. Elle a considéré que la substance était destinée à des fins de guérison, et non pour améliorer les performances.

## Principales victoires

### Courses par étapes
- Tour de Pologne : 2000 (Piotr Przydzial) et 2001 (Ondřej Sosenka)
- Bałtyk-Karkonosze Tour : 2001 (Piotr Przydział), 2004 (Sławomir Kohut), 2015 (Leszek Pluciński), 2016 (Mateusz Taciak), 2019 (Kamil Małecki), 2020 (Stanisław Aniołkowski)
- Course de Solidarność et des champions olympiques : 2001 (Ondřej Sosenka), 2003 (Radosław Romanik), 2020 (Stanisław Aniołkowski)
- Tour de Bohême : 2001 (Ondřej Sosenka)
- Szlakiem Grodów Piastowskich/CCC Tour-Grody Piastowskie : 2002 (Krzysztof Szafrański), 2004 (Piotr Przydział), 2007 (Tomasz Kiendyś), 2014 (Mateusz Taciak), 2018 (Lukasz Owsian), 2019 (Kamil Małecki)
- Course de la Paix : 2002 (Ondřej Sosenka)
- Dookoła Mazowsza : 2002 (Jacek Mickiewicz), 2007 (Marek Wesoły), 2009 (Łukasz Bodnar), 2012 (Mateusz Taciak), 2014 (Jarosław Marycz), 2015 (Grzegorz Stępniak), 2018 (Szymon Sajnok), 2019 (Stanislaw Aniolkowski)
- Tour de Slovaquie : 2003 (Ondřej Sosenka), 2017 (Jan Tratnik)
- Szlakiem Walk Majora Hubala : 2007, 2008, 2010 (Tomasz Kiendyś), 2017 (Maciej Paterski), 2018 (Mateusz Taciak)
- Tour de Taiwan : 2009 (Krzysztof Jeżowski)
- Coupe des Carpathes : 2010 (Adrian Honkisz)
- Tour de Séoul : 2010 (Tomasz Marczyński)
- Tour of Malopolska : 2011 (Tomasz Marczyński), 2012 (Marek Rutkiewicz), 2016 (Mateusz Taciak), 2017 (Maciej Paterski), 2018 (Amaro Antunes)
- Circuit des Ardennes : 2012 (Marek Rutkiewicz)
- Sibiu Cycling Tour : 2013 (Davide Rebellin)
- Tour de Norvège : 2014 (Maciej Paterski)
- Tour de Croatie : 2015 (Maciej Paterski)
- Tour d'Estonie : 2016 (Grzegorz Stępniak)
- Tour d'Autriche : 2016 (Jan Hirt)

### Courses d'un jour
- GP Weltour : 2001 (Piotr Przydział)
- Majowy Wyścig Klasyczny - Lublin : 2001, 2004 (Piotr Przydział), 2008 (Mateusz Mróz)
- GP d'Ostrowiec Świętokrzyski : 2002 (Jacek Mickiewicz)
- Szlakiem Walk Majora Hubala : 2002 (Radosław Romanik)
- Mémorial Henryk Łasak : 2002 (Cezary Zamana), 2007 (Krzysztof Jeżowski), 2008 (Krzysztof Jeżowski), 2012 (Sylwester Janiszewski), 2014 (Maciej Paterski)
- Puchar Uzdrowisk Karpackich : 2004 (Arkadiusz Wojtas), 2007 (Mateusz Mróz)
- Memoriał Andrzeja Trochanowskiego : 2006 (Piotr Chmielewski), 2007 (Tomasz Lisowicz), 2008 (Tomasz Kiendyś), 2011 (André Schulze)
- Grand Prix de la ville de Nogent-sur-Oise : 2007 (Mateusz Mróz)
- Grand Prix Jasnej Góry : 2008 (Tomasz Kiendyś)
- Puchar Ministra Obrony Narodowej : 2009, 2011 (Tomasz Kiendyś), 2010, 2013 (Bartłomiej Matysiak)
- Neuseen Classics : 2011 (André Schulze)
- Coupe des Carpathes : 2011 (Jacek Morajko), 2012 (Sylwester Janiszewski), 2013 (Adrian Honkisz), 2017 (Maciej Paterski)
- Visegrad 4 Bicycle Race-GP Czech Republic : 2014 (Josef Černý)
- Giro dell'Emilia : 2014 (Davide Rebellin)
- Coppa Agostoni : 2015 (Davide Rebellin)
- Visegrad 4 Bicycle Race-GP Poland : 2016 (Łukasz Owsian)
- Grand Prix International de Rhodes : 2017 (Alan Banaszek)
- Memorial im. J. Grundmanna J. Wizowskiego : 2017 (Alan Banaszek), 2018 (Lukasz Owsian)
- Ronde van Drenthe : 2018 (Frantisek Sisr)
- Volta Limburg Classic : 2018 (Jan Tratnik)
- Visegrad 4 Bicycle Race - GP Hungary : 2018 (Frantisek Sisr)
- Visegrad 4 Bicycle Race - GP Slovakia : 2018 (Maciej Paterski), 2020 (Stanisław Aniołkowski)
- Grand Prix Doliny Baryczy Milicz : 2018 (Kamil Malecki)
- International Race Korona Kocich Gor : 2019 (Patryk Stosz)

### Sur les grands tours
- Tour de France
  - 0 participation
  - 0 victoire d'étape
  - 0 classement annexe
- Tour d'Italie
  - 3 participations (2003, 2015, 2017)
  - 0 victoire d'étape
  - 0 classement annexe
- Tour d'Espagne
  - 0 participation
  - 0 victoire d'étape
  - 0 classement annexe

### Championnats nationaux
- Championnats de Bulgarie sur route : 5
  - Course en ligne : 2004 (Plamen Stoyanov), 2014 et 2015 (Nikolay Mihaylov)
  - Contre-la-montre : 2012 et 2015 (Nikolay Mihaylov)
- Champion de Hongrie sur route : 1
  - Contre-la-montre : 2019 (Attila Valter)
- Championnats d'Irlande sur route : 2
  - Course en ligne : 2001 (David McCann)
  - Contre-la-montre : 2001 (David McCann)
- Championnats de Lettonie sur route : 1
  - Course en ligne : 2003 (Andris Naudužs)
- Championnats de Pologne sur route : 13
  - Course en ligne : 2001 (Radosław Romanik), 2009 (Krzysztof Jeżowski), 2011 (Tomasz Marczyński), 2014 (Bartłomiej Matysiak) et 2020 (Stanislaw Aniolkowski)
  - Contre-la-montre : 2001 (Piotr Przydzial), 2002 (Krzysztof Szafranski), 2003 (Piotr Przydzial), 2004 (Slawomir Kohut) et 2011 (Tomasz Marczyński)
  - Course en ligne espoirs : 2015 et 2016 (Michał Paluta)
  - Contre-la-montre espoirs : 2016 (Patryk Stosz)
- Championnats de République tchèque sur route : 3
  - Contre-la-montre : 2001 et 2002 (Ondřej Sosenka)
  - Contre-la-montre espoirs : 2015 (Josef Černý)
- Championnats de Slovénie sur route : 1
  - Contre-la-montre : 2018 (Jan Tratnik)

## Classements UCI
Jusqu'en 1998, les équipes cyclistes sont classées par l'UCI dans une division unique. En 1999 le classement UCI par équipes est divisé entre Groupes Sportifs (GSI, GSII et GSIII). L'équipe est classée parmi les Groupes Sportifs II (GSII), la deuxième division des équipes cyclistes professionnelles entre 2000 et 2003. Les classements donnés ci-dessous sont ceux de la formation en fin de saison.
| Saison | Classement par équipes | Meilleur coureur au classement individuel |
| ------ | ---------------------- | ----------------------------------------- |
| 2000   | 32e (GSII)             | Piotr Przydzial (203e)                    |
| 2001   | 24e (GSII)             | Ondřej Sosenka (126e)                     |
| 2002   | 5e (GSII)              | Ondřej Sosenka (84e)                      |
| 2003   | 29e                    | Ondřej Sosenka (125e)                     |
| 2004   | 2e (GSIII)             | Slawomir Kohut (146e)                     |

Depuis 2005, l'équipe participe aux épreuves des circuits continentaux et en particulier de l'UCI Europe Tour.
UCI Africa Tour
| Saison | Classement par équipes | Meilleur coureur au classement individuel |
| ------ | ---------------------- | ----------------------------------------- |
| 2009   | 6e                     | Krzysztof Jeżowski (24e)                  |

UCI America Tour
| Saison | Classement par équipes | Meilleur coureur au classement individuel |
| ------ | ---------------------- | ----------------------------------------- |
| 2013   | 37e                    | Bartłomiej Matysiak (309e)                |

UCI Asia Tour
| Saison | Classement par équipes | Meilleur coureur au classement individuel |
| ------ | ---------------------- | ----------------------------------------- |
| 2008   | 38e                    | Marek Wesoly (116e)                       |
| 2009   | 23e                    | Krzysztof Jeżowski (38e)                  |
| 2010   | 45e                    | Tomasz Smoleń (180e)                      |
| 2011   | 8e                     | Mateusz Taciak (32e)                      |
| 2012   | 52e                    | Sylwester Janiszewski (191e)              |
| 2014   | 49e                    | Adrian Honkisz (168e)                     |
| 2015   | 44e                    | Grzegorz Stępniak (156e)                  |
| 2016   | 40e                    | Davide Rebellin (110e)                    |
| 2017   | 74e                    | Simone Ponzi (352e)                       |
| 2018   | 34e                    | Łukasz Owsian (33e)                       |

UCI Europe Tour
| Saison | Classement par équipes | Meilleur coureur au classement individuel |
| ------ | ---------------------- | ----------------------------------------- |
| 2006   | 63e                    | Marek Wesoly (121e)                       |
| 2007   | 14e                    | Tomasz Kiendys (15e)                      |
| 2008   | 16e                    | Tomasz Kiendys (26e)                      |
| 2009   | 35e                    | Krzysztof Jezowski (78e)                  |
| 2010   | 29e                    | Adrian Honkisz (98e)                      |
| 2011   | 16e                    | André Schulze (37e)                       |
| 2012   | 23e                    | Marek Rutkiewicz (25e)                    |
| 2013   | 8e                     | Davide Rebellin (3e)                      |
| 2014   | 7e                     | Davide Rebellin (3e)                      |
| 2015   | 8e                     | Davide Rebellin (9e)                      |
| 2016   | 16e                    | Davide Rebellin (158e)                    |
| 2017   | 10e                    | Maciej Paterski (94e)                     |
| 2018   | 6e                     | Jan Tratnik (19e)                         |
| 2019   | 19e                    | Attila Valter (133e)                      |
| 2020   | 17e                    | Stanislaw Aniolkowski (104e)              |

L'équipe est également classée au Classement mondial UCI qui prend en compte toutes les épreuves UCI et concerne toutes les équipes UCI.
| Saison | Classement par équipes | Meilleur coureur au classement individuel |
| ------ | ---------------------- | ----------------------------------------- |
| 2016   | -                      | Davide Rebellin (203e)                    |
| 2017   | -                      | Jan Tratnik (186e)                        |
| 2018   | -                      | Jan Tratnik (94e)                         |
| 2019   | 39e                    | Attila Valter (161e)                      |
| 2020   | 38e                    | Stanislaw Aniolkowski (126e)              |

## CCC Development Team en 2020
| Cycliste              | Date de naissance | Nationalité | Équipe 2019          |  |
| --------------------- | ----------------- | ----------- | -------------------- |  |
| Stanisław Aniołkowski | 20 janvier 1997   | Pologne     | CCC Development Team |  |
| Michał Gałka          | 19 avril 2001     | Pologne     |                      |  |
| Dominik Gorak         | 12 octobre 2001   | Pologne     |                      |  |
| Michał Jaskot         | 26 mai 2001       | Pologne     |                      |  |
| Petr Kelemen          | 18 novembre 2000  | Tchéquie    |                      |  |
| Szymon Krawczyk       | 8 août 1998       | Pologne     | Voster ATS Team      |  |
| Savva Novikov         | 27 juillet 1999   | Russie      | Lokosphinx           |  |
| Damian Papierski      | 26 janvier 2000   | Pologne     | CCC Development Team |  |
| Piotr Pękala          | 4 août 1998       | Pologne     | CCC Development Team |  |
| Szymon Tracz          | 12 novembre 1998  | Pologne     | CCC Development Team |  |
| Kacper Walkowiak      | 5 janvier 2000    | Pologne     | CCC Development Team |  |
| Karol Wawrzyniak      | 19 avril 2000     | Pologne     | CCC Development Team |  |

## Saisons précédentes
- CCC Polsat Polkowice en 2014
- CCC Sprandi Polkowice en 2015
- CCC Sprandi Polkowice en 2016
- CCC Sprandi Polkowice en 2017
- CCC Sprandi Polkowice en 2018